# Manson Family
The Manson Family war die Bezeichnung für eine sektenähnliche Gruppe junger Frauen und Männer um Charles Manson, die durch zahlreiche schwere Straftaten und insbesondere durch die Tate-Morde in Los Angeles bekannt wurde.
Manson nutzte laut den Ergebnissen der Gerichtsverhandlungen kollektiven Drogenkonsum, sexualisierte Gewalt, sein Charisma und die Dynamik der Hippie-Bewegung, um seine Anhänger gefügig zu machen.

## Geschichte
Charles Manson hatte im Frühjahr 1967 eine siebenjährige Haftstrafe verbüßt und wurde auf Bewährung nach Los Angeles entlassen. Zu diesem Zeitpunkt blickte er bereits auf eine lange kriminelle Karriere zurück. Er hatte im Gefängnis Gitarrespielen gelernt. Im Sommer 1967 kam er mit Zustimmung der Justizbehörden nach San Francisco, in die Hauptstadt der Hippiebewegung, der er sich anschloss. Er verkehrte im Szeneschwerpunkt Haight-Ashbury. Dort betätigte er sich als Straßenmusiker und scharte junge Leute um sich, meist Ausreißer mit labiler Persönlichkeit. Die Gruppe wuchs und schon bald wurde Mansons VW-Bus zu klein für die „Family“. So erwarb er einen schwarz angestrichenen Schulbus und durchstreifte damit die Westküstenregion der USA.
Die Größe der Gruppierung variierte; die zumeist weiblichen Mitglieder waren zwischen 13 und 28 Jahre alt, viele davon mit problematischem familiären Hintergrund. Zur „Familie“ gehörten auch einige Kinder. Die Gruppe bestand aus einem festen Kern von rund 30 überwiegend weiblichen Mitgliedern, dem sich insgesamt bis zu 100 Personen für kürzere Zeiträume oder auch regelmäßig wiederkehrend anschlossen.
Manson führte die Gruppe mit autoritären und manipulativen Methoden. Dabei spielte neben gemeinsamem Drogenkonsum Sexualität eine bedeutende Rolle. Er ließ ständig neue Mitglieder, bevorzugt rothaarige junge Frauen, rekrutieren, und umgab sich mit einem zum Zeitgeist passenden, geheimnisvoll-religiösen Gebaren. Zu seiner Methode gehörte laut Staatsanwalt Vincent Bugliosi „Geschwafel, dessen metaphysischer Unsinn durch den Zuhälterjargon und die Redensarten der Rauschgiftszene ebenso bereichert wurde wie durch das Vokabular der Scientologie“. Auch seine Vergangenheit als Strafgefangener stützte seine Glaubwürdigkeit. Alle Gruppenmitglieder bekamen Spitznamen, um damit ihre Identität an Manson und die Gruppe zu binden.
Manson entwickelte außerdem eine ganz eigene Weltsicht, die er mit Elementen aus Liedtexten, bevorzugt aus den Alben der Beatles, begründete. Er glaubte, dass insbesondere das Weiße Album Botschaften an ihn enthalte. So entstand seine apokalyptische Vorstellung eines „Helter Skelter“ (nach dem gleichnamigen Lied auf dem Album). Er deutete den Inhalt als Beschreibung eines bevorstehenden Endkampfes zwischen Schwarzen und Weißen, der sich durch Rassenunruhen in den Vereinigten Staaten bereits abzeichne.
Ferner verfolgte er das Ziel, als Musiker oder Schauspieler zu Ruhm und Reichtum zu gelangen. Er verlagerte im Herbst 1967 den Lebensmittelpunkt seiner Gruppe in den Raum Los Angeles, um gezielt Kontakte in die Musik- und Filmbranche aufzubauen. Die nomadisierende Gruppe kam in häufig wechselnden Quartieren unter, gelegentlich zog sie auch auf die Barker Ranch im Death-Valley-Nationalpark. Der Produzent Gary Stromberg genehmigte ihm eine Demoaufnahme, schätzte ihn jedoch als unvorbereitet, unzuverlässig und untalentiert ein. Ein folgenreicher Kontakt ergab sich, als zwei Mitglieder seiner Gruppe von Dennis Wilson, einem Mitglied der Beach Boys, als Anhalterinnen mitgenommen wurden. Wilson erwies sich als zugänglich für Mansons manipulativen Charakter. Er nahm die „Familie“ in seiner Villa auf, investierte große Geldsummen in Mansons musikalische Ambitionen und erhielt im Gegenzug Dienstleistungen und sexuelle Gefälligkeiten der weiblichen Mitglieder. Die Lage geriet völlig außer Kontrolle, Wilson sah sich schließlich veranlasst, sein eigenes Haus aufzugeben, bis es seinem Manager im August 1968 gelang, die Gruppe hinauszuwerfen. Wilson gab später an, dieses Abenteuer habe ihn rund 100.000 US-Dollar gekostet. Allerdings hatte er auch Manson die Rechte an einem Lied abgekauft und ihn mit dem Produzenten Terry Melcher bekannt gemacht, der 1968 das spätere Tatobjekt der Tate-Morde, 10050 Cielo Drive, bewohnte. Von mehrfachen Besuchen bei Melcher war Manson dieses Haus bekannt. Melcher lehnte Mansons Demoaufnahmen schließlich ab, wozu neben seiner Talentlosigkeit auch seine aggressive Persönlichkeit, sein offen zur Schau gestellter Rassismus und seine bedrohlichen Reden über Rassenkriege beigetragen haben dürften.
Die Gruppe zog im Raum Los Angeles umher, bis sie sich schließlich auf der Spahn Movie Ranch niederließ. Dabei handelte es sich um eine heruntergekommene Ranch, die früher Western- und B-Movie-Produktionen als Drehort gedient hatte, nach dem Niedergang des Westerngenres aber nur noch Einnahmen durch die Veranstaltung von Ausritten in die Umgebung erzielte. Der achtzigjährige Inhaber George Spahn, fast erblindet, gestattete zahlreichen gescheiterten Personen wie erfolglosen Kleindarstellern, arbeitslosen Stuntmen und Komparsen, gegen Mithilfe beim Reitbetrieb auf dem Gelände zu wohnen. Mansons Frauen kümmerten sich um den Haushalt, und das Gruppenmitglied Lynette Fromme wurde Spahn faktisch als Sexualpartnerin zur Verfügung gestellt.
Die Ranch wurde der Lebensmittelpunkt der „Manson Family“, in dem Manson wie ein Souverän herrschte. Er steuerte das Leben seiner Gruppe bis ins kleinste Detail. Er bestimmte, wer sich wo aufzuhalten hatte, welche Kleidung getragen werden durfte, führte paramilitärisch organisierte Wachdienste und Sicherheitsmaßnahmen ein. Er indoktrinierte seine von der Außenwelt weitgehend abgeschottete Gefolgschaft mit Hilfe von Drogenerfahrungen, Orgien mit Teilnahmepflicht und täglichen Vorträgen über „Helter Skelter“, den von ihm erwarteten Endkampf der Rassen. Er orchestrierte Gemeinschaftstänze und Liederabende, bei denen er seine Werke vortrug, deren Bedeutung anschließend ausgelegt und diskutiert wurde. Dabei verglich er sich selbst mit Jesus Christus, seine Gruppe mit den frühen Christen im antiken Rom, und die Mehrheitsgesellschaft mit den Römern. Um einen Menschen wahrhaft lieben zu können, müsse man bereit sein, ihn zu töten oder für ihn zu sterben. Sexuelle Handlungen nahmen dabei einen besonderen Platz ein. Manson orchestrierte Gruppensexorgien, an denen er sich selbst beteiligte. Wer sich ihm widersetzte, wurde vor der versammelten Gruppe zu sexuellen, auch unfreiwilligen homosexuellen Handlungen genötigt. Von den zumeist weiblichen Mitgliedern wurde erwartet, dass sie sich jederzeit für sexuelle Dienste zur Verfügung stellten, auch für Besucher. Es gab mindestens einen dokumentierten Fall einer von Manson angeordneten Gruppenvergewaltigung einer zu diesem Zeitpunkt vermutlich noch minderjährigen Frau. Die aus diesen Verbindungen hervorgehenden Kinder wurden den Müttern umgehend weggenommen, um sie von deren „Ego“ zu „befreien“, und anderen Mitgliedern übergeben. Sie wurden versteckt gehalten, da Manson sich von den Black Panthers beobachtet wähnte. Mehrere Mitglieder der Gruppe bestätigten, dass Mansons Worten bedingungslos geglaubt wurde, seine Anweisungen ausgeführt wurden und Zweifel oder gar Widerspruch völlig ausgeschlossen waren.
Um den Endkampf „Helter Skelter“ zu überleben, müsse sich die „Familie“ laut Manson an einen sicheren Ort begeben und nach dem von ihm vorhergesehenen Sieg der Schwarzen die Macht übernehmen; denn diese seien nicht in der Lage, eine Gesellschaft aufzubauen. Manson gab an, er habe in der Wüste eine unterirdische Höhle entdeckt, in der man das Ende des Kampfes abwarten könne. Da die Schwarzen unfähig seien, diesen Krieg zu beginnen, sei dies seine Aufgabe; dazu müsse man gezielt „Pigs“, prominente Mitglieder des weißen Establishments, töten, um Afroamerikanern die Taten anzulasten, unter den Weißen Panik auszulösen und eine Kettenreaktion der Vergeltung in Gang zu setzen. Diese werde schließlich zum großen Krieg der Rassen führen.
Die Gruppe finanzierte sich zunehmend durch Straftaten. Auf dem weitläufigen, verwahrlosten Gelände der Ranch wurden gestohlene Kraftfahrzeuge zerlegt. Manson, ein erfahrener Autodieb, baute gestohlene Fahrzeuge zu geländegängigen Buggys um. Es kam zu Konflikten mit anderen Bewohnern, die bei George Spahn intervenierten. Dabei zog sich Donald „Shorty“ Shea Mansons Zorn zu. Shea wurde später ermordet und auf dem Gelände verscharrt.
Am 16. August 1969 führte die Polizei eine großangelegte Durchsuchung auf der Spahn Movie Ranch durch und nahm zahlreiche Personen vorläufig fest. Grund der Durchsuchung waren allerdings Straftaten wie Autodiebstähle. Nach der Razzia auf der Ranch zog sich die Gruppe auf die Barker Ranch im Death Valley zurück. Dort wurde Manson bei einer weiteren Razzia zusammen mit zahlreichen anderen Mitgliedern seiner Gruppe um den 12. Oktober 1969 festgenommen – wiederum zunächst nur wegen Verdachts des Autodiebstahls und verschiedener kleinerer Delikte. In der Haft offenbarten sich Gruppenmitglieder gegenüber Mithäftlingen schließlich als Mittäter der Tate-Morde, wodurch die Ermittlungen wegen der Tötungsdelikte in Gang kamen. Diese hatten zwar gewaltiges Aufsehen erregt, waren aber bis dahin nicht mit der Manson Family in Verbindung gebracht worden.

## Morde, Tötungsversuche und Verdachtsfälle
Die Manson Family war ab Ende der 1960er Jahre in mehrere aufsehenerregende Morde und Gewalttaten verwickelt.

### Tötungsversuch an Bernard Crowe
Bernard „Lotsapoppa“ Crowe war ein Dealer in Los Angeles, der mit Charles „Tex“ Watson in Streit geraten war. Nachdem Crowe Drohungen gegen die „Manson Family“ ausgesprochen hatte, suchte Manson ihn am 1. Juli 1969 in seiner Wohnung auf und schoss ihn nieder. Er hielt Crowe offensichtlich für tot, bis dieser beim Prozess wegen der Tate-Morde als Zeuge auftrat.

### Mord an Gary Hinman
Der 34 Jahre alte Hinman, Musiklehrer und Doktorand an der University of California, Los Angeles, hatte Bobby Beausoleil an der Universität kennengelernt und sich mit der Manson Family angefreundet. Charles Manson vermutete, dass er im Besitz von geerbten 20.000 US-Dollar sei. Am 25. Juli 1969 entsandte Manson drei Mitglieder seiner Gruppe, Bobby Beausoleil, Mary Brunner und Susan Atkins zu Hinmans Haus in der Old Topanga Canyon Road in Malibu, um Hinman zur Herausgabe des Geldes zu bewegen. Es kam zu Gewalthandlungen, Hinman wurde in seiner Wohnung festgehalten und schwer misshandelt. Auch Manson kam vorbei und verletzte Hinman mit einem Schwerthieb ins Gesicht, während Bruce Davis das Opfer mit einer Waffe bedrohte. Nach zwei Tagen wurde offensichtlich, dass Hinman das geforderte Geld nicht zahlen würde. Darauf telefonierte Beausoleil mit Manson und erhielt von ihm den Auftrag, den schwer verletzten Hinman zu töten. Beausoleil führte die Tat aus. Er wurde später verurteilt und war geständig, gab allerdings an, ursächlich sei ein Streit um ein Drogengeschäft gewesen.

### Tate-Morde
In der Nacht vom 8. auf den 9. August 1969 drangen Charles Watson, Patricia Krenwinkel, Susan Atkins und Linda Kasabian auf Mansons Anweisung und unter der Anleitung Watsons auf das Gelände 10050 Cielo Drive in Los Angeles ein und ermordeten dort alle angetroffenen Personen auf äußerst brutale Weise. Bei den Opfern handelte es sich um die Mieterin des Hauses, die hochschwangere Filmschauspielerin Sharon Tate, drei ihrer Freunde und einen zufälligen Besucher.

### LaBianca-Morde
In der folgenden Nacht, vom 9. zum 10. August 1969, fuhr Manson mit den Mitgliedern seiner Gruppe Watson, Krenwinkel, Atkins, Leslie Van Houten, Steve Dennis Grogan und Linda Kasabian durch Los Angeles. Manson hielt dabei scheinbar wahllos nach neuen Opfern Ausschau. Im Waverly Drive im Stadtteil Los Feliz entschied er sich für das Haus Nummer 3301 der wohlhabenden Eheleute LaBianca. Es gibt Hinweise darauf, dass Manson die Nachbarschaft des Tatobjekts von früheren Besuchen bekannt war.  Nachdem Manson, Watson, Krenwinkel, Atkins und Van Houten sich durch eine unverschlossene Hintertür Zutritt verschafft hatten, wurde das schlafende Ehepaar gefesselt und brutal ermordet. Manson selbst entfernte sich unmittelbar vor den Morden. Verwandte entdeckten die Leichen am Vormittag des 10. August.

### Geplanter Mord an Saladin Nader
Unmittelbar nach den LaBianca-Morden, in den frühen Morgenstunden des 10. August 1969, fuhr Manson mit den beteiligten Gruppenmitgliedern nach Venice Beach. Hier wohnte der Schauspieler Saladin Nader, der sich mit Frauen aus der Manson Family angefreundet hatte. Manson forderte Linda Kasabian auf, gemeinsam mit Susan Atkins und Steve Grogan an Naders Haustür zu klingeln und ihm überraschend die Kehle durchzuschneiden. Nach der Tat sollten sie per Anhalter zur Spahn Movie Ranch zurückfahren. Er gab Kasabian ein Messer und Grogan eine Schusswaffe. Dann entfernte er sich. Kasabian hatte Angst, sah sich aber außerstande, Manson zu widersprechen. Sie will dann absichtlich an einer falschen Tür geklingelt und den Versuch abgebrochen haben.

### Mord an Donald Shea
Der Kleindarsteller Donald Jerome „Shorty“ Shea, zur Zeit seiner Ermordung 36 Jahre alt, Mitbewohner auf der Spahn Movie Ranch und Spahns langjähriger Mitarbeiter, war mit Manson wiederholt in Konflikt geraten. Außerdem hatte Manson eine Abneigung gegen Shea, weil dieser mit einer Afroamerikanerin verheiratet war. Nach den Tate-Morden kam es zu einer Razzia der Polizei auf der Spahn Ranch, allerdings wegen des Verdachts von Autodiebstählen. Einige Mitglieder der Gruppe wurden vorläufig festgenommen, aber bald wieder entlassen. Manson beschloss, die Spahn Ranch als Wohnsitz aufzugeben. Er war jedoch der Meinung, dass Shea die Gruppe an die Polizei verraten hatte, und befahl Mitgliedern seiner Gruppe, ihn zu töten. Ende August 1969 wurde Shea von mehreren Gruppenmitgliedern niedergestochen und erschlagen. Wegen der Tat wurden später Manson, Bruce Davis und Steve Dennis Grogan verurteilt. Bruce Davis hatte zugegeben, mit einem Messer auf Shea eingestochen zu haben. Sheas Leiche wurde nach Hinweisen einer Vertrauensperson im Dezember 1977 in der Nähe der Spahn Ranch aufgefunden.

### Tod von John Philip Haught
Der 22 Jahre alte John Philip „Zero“ Haught hatte sich der Manson Family im Sommer 1969 angeschlossen. Er wurde bei einer Razzia der Polizei im Zusammenhang mit den Tate-LaBianca-Morden festgenommen, war aber wieder freigekommen. Am 5. November 1969 war er mit Mitgliedern der „Familie“, darunter Bruce Davis, zusammen, als er plötzlich einen geladenen Revolver im Raum gefunden und spontan mit diesem Russisches Roulette gespielt haben soll. Dabei habe sich ein Schuss gelöst und ihn sofort getötet. An diesem Hergang bestanden erhebliche Zweifel, die sich auf Auffälligkeiten an der verwendeten Waffe stützten. So wäre zu erwarten gewesen, dass die Revolvertrommel leer gewesen wäre und nur eine Kammer eine abgeschossene Hülse enthalten hätte. Tatsächlich waren aber alle Kammern mit Patronen gefüllt, davon eine abgeschossen. Ferner waren an der Waffe offenbar Fingerabdrücke abgewischt worden. Es konnte jedoch nicht nachgewiesen werden, dass Haught sich nicht selbst erschossen hatte.

### Mord an Reet Jurvetson
Am 16. November 1969 entdeckten Kinder eine Frauenleiche in einem Gebüsch zwischen Mulholland Drive und Bowmont Drive in den Santa Monica Mountains, unweit des Tatorts der Tate-Morde. Die junge Frau, die mit über 150 Messerstichen getötet worden war, konnte nicht identifiziert werden und wurde in den Akten als „Jane Doe No. 59“ geführt. Im Jahr 2003 konnte an einem Spurenträger eine DNA-Spur des Opfers gefunden werden, die sich für eine DNA-Analyse eignete. Diese Spur wurde in die „National Missing and Unidentified Persons System“-Datenbank (NamUs) eingegeben, in der Daten über unbekannte Tote gesammelt werden. Im Juni 2015 sah eine Kanadierin in dieser Datenbank ein Foto von „Jane Doe No. 59“, das eine große Ähnlichkeit mit der verschwundenen Tochter einer befreundeten Familie aufwies, einer Reet Jurvetson. Ein Vergleich von Proben der Schwester Jurvetsons mit der gefundenen Spur ergab 2016, dass es sich bei der unbekannten Toten um die 1969 verschwundene Kanadierin Reet S. Jurvetson handelte. Es konnte nachvollzogen werden, dass die neunzehn Jahre alte Jurvetson einen Mann namens „John“ oder „Jean“ kennengelernt hatte und zu ihm nach Los Angeles gezogen war. Aufgrund der Nähe zum Tatort der Tate-Morde und des massiven Gewalteinsatzes mit Messern hatte der ermittelnde Staatsanwalt Vincent Bugliosi schon 1974 den Verdacht geäußert, dass der Tod von „Jane Doe No. 59“ mit der Manson Family in Verbindung stehen könnte. Möglicherweise war Jurvetson Zeugin von John Philip Haughts Tod geworden und daraufhin von der Manson Family beseitigt worden. Das Los Angeles Police Department veröffentlichte im April 2016 ein Phantombild des mutmaßlichen „John“ oder „Jean“.

### Tod von Ronald Hughes
Der Rechtsanwalt Ronald Hughes war zunächst Mansons Verteidiger, wurde dann aber durch Irving Kanarek abgelöst und übernahm Leslie Van Houtens Verteidigung. Er verschwand an einem Wochenende Ende November 1970 in der Gegend von Sespe Hot Springs, Ventura County, wohin er sich zu einem Kurzurlaub über Thanksgiving zurückgezogen hatte. Es kam zu mehreren ausgedehnten Suchaktionen. Seine Leiche wurde am 27. März 1971 von Anglern in einem schwer zugänglichen Canyon des Sespe Creek gefunden. Sie könnte durch vorangegangene starke Regenfälle dorthin gespült worden sein. Es war nicht mehr möglich, die Todesursache festzustellen. Vincent Bugliosi, seinerzeit der ermittelnde Staatsanwalt, wies darauf hin, dass Hughes’ Verteidigung so aufgebaut war, dass sie seine Mandantin entlastete, Manson hingegen belastete. Konkrete Hinweise auf eine Beteiligung der Manson Family an seinem Tod hatten sich allerdings nicht ergeben. Zwei nicht genannte Mitglieder der „Family“ sollen angegeben haben, dass der Tod von Hughes ein Racheakt gewesen sei. Es wurde jedoch niemals Anklage erhoben.

### Raubüberfall auf ein Waffengeschäft und Schusswechsel mit der Polizei
Am 21. August 1971 überfielen Mary Brunner, Catherine „Gypsy“ Share, Dennis Rice, Charles Lovett, Lawrence Edward Bailey und Kenneth Como ein Waffengeschäft in Hawthorne im Los Angeles County. Sie nahmen mehrere Kunden und das Personal des Geschäfts als Geiseln und bereiteten den Abtransport einer größeren Menge Schusswaffen vor. Es kam zu einem 25 Minuten andauernden Feuergefecht mit der Polizei, bei dem Share, Brunner und Bailey verwundet wurden. Die Polizei geht davon aus, dass die Täter den Plan hatten, mit den Waffen ein Verkehrsflugzeug zu entführen, die Passagiere als Geiseln zu nehmen und in Haft befindliche Mitglieder der „Family“ freizupressen.

### Mord an James und Lauren Willett
Der Vietnam-Veteran James T. Willett und seine Frau Lauren hatten sich 1972 mit Mitgliedern der Manson Family angefreundet. Zu dieser Zeit waren Manson, Watson und weitere Mitglieder bereits wegen der Tate-Morde verurteilt, und die Gruppe begann sich aufzulösen. James Willett verschwand im Oktober 1972 im Alter von 26 Jahren. Seine Leiche wurde Anfang November 1972 bei Guerneville (Kalifornien) enthauptet aufgefunden. Straftäter, die seine Papiere benutzt hatten, führten die Polizei zu einem Haus in der Nähe von Stockton (Kalifornien), in dessen Keller die Leiche der neunzehnjährigen Lauren Willett entdeckt wurde. Sie dürfte Anfang November 1972 erschossen worden sein. Lynette Fromme, Nancy Pittman, Priscilla Cooper, Michael Monfort, James Craig und William Goucher wurden unter Tatverdacht festgenommen. Die Polizei vermutete, dass James Willett um den 10. Oktober 1972 erschossen wurde, um eine Serie von Raubüberfällen zu verdecken. Seine Frau Lauren war offenbar freiwillig mit der gemeinsamen Tochter bei den Mitgliedern der Manson Family geblieben, bis auch sie erschossen wurde, um wiederum den Mord an ihrem Mann zu verdecken. Die Tochter wurde bei der Gruppe aufgefunden und Angehörigen übergeben.

## Juristische Aufarbeitung

### Ermittlungen
Die Ermittlungen kamen zunächst nicht voran, da der Hinman-Mord, die Tate- und die LaBianca-Morde nicht als Serie erkannt wurden. Die Fälle wurden von unterschiedlichen Ermittlerteams bearbeitet, die sich unter anderem auf Wojciech Frykowskis Verbindungen ins Drogenmilieu und Leno LaBiancas Spielleidenschaft konzentrierten. Zusätzliche Probleme entstanden durch Spannungen und persönliche Abneigungen zwischen Mitgliedern der Ermittlungsgruppen. Dadurch kam es zu Informationsverlusten. So wurde zum Beispiel der bei den Tate-Morden benutzte Revolver, bei dem es sich zugleich auch um die Tatwaffe des Tötungsversuchs an Bernard Crowe handelte und den die Täter noch in relativer Tatortnähe einfach aus dem Autofenster geworfen hatten, schon nach kurzer Zeit gefunden und der Polizei übergeben. Diese erkannte jedoch nicht, dass es sich hierbei um die Tatwaffe eines der aufsehenerregendsten Mordfälle der jüngeren amerikanischen Geschichte handelte. Die Verbindungen wurden erst hergestellt, als im Oktober 1969 die Festnahme der Täter unter dem Verdacht des Autodiebstahls erfolgte, Susan Atkins gegenüber einer Mitgefangenen mit ihrer Beteiligung an den Hinman- und Tate-Morden prahlte und zwei von der Gruppe flüchtige Gruppenmitglieder, Kathryn Lutesinger und Stephanie Schram, weitere Angaben machten. Bald wurden weitere Beweise gefunden, wie Patronenhülsen auf der Spahn Movie Ranch, die zu der Tatwaffe der Tate-Morde passten, und ein Seitenschneider auf der Barker Ranch, mit dem am Tatort 10050 Cielo Drive Telefonkabel zerschnitten worden waren. Bedeutende Informationen erhielt die Polizei ferner von zwei Mitgliedern der Motorradgruppe „Straight Satans“, Al Springer und Danny De Carlo, die gelegentlich bei Manson verkehrten. Diesen gegenüber hatte Manson von den Taten berichtet und dabei Täterwissen offenbart. Beide stellten sich später als Zeugen zur Verfügung. Insbesondere Al Springers Aussage vom 12. November 1969 führte dazu, dass die Polizei die Zusammenhänge der einzelnen Taten erkannte.

### Urteile
Mehrere Mitglieder der Manson Family wurden 1969 nach den Tate-LaBianca-Morden auf der Barker Ranch im Death Valley (Kalifornien) verhaftet. Fünf Mitglieder der Manson Family wurden dieser Morde angeklagt und zunächst zur Todesstrafe verurteilt. Dieses Urteil wurde durch eine Gesetzesänderung später in lebenslange Haft abgeändert. Alle „Lebenslänglichen“ der Manson Family kämpfen bis heute um eine Revision ihrer Strafe oder um eine Entlassung auf Bewährung. Nach dem Tod Mansons am 19. November 2017 befanden sich im Jahr 2022 noch Charles Watson, Patricia Krenwinkel, Leslie Van Houten, Bobby Beausoleil und Bruce Davis in Haft. Entlassungsempfehlungen von der Bewährungskommission erhielten bislang Davis (sieben seit 2010), Van Houten (vier seit 2016), Beausoleil (eine im Jahr 2019) und Krenwinkel (eine im Jahr 2022). Nach Widerspruch der jeweiligen Gouverneure von Kalifornien kam jedoch keiner von ihnen frei. Im Jahre 1985 wurde Steve Dennis Grogan als bisher einziger begnadigt. Susan Atkins verstarb 2009 im Alter von 61 Jahren an einem Hirntumor im Gefängnis. Van Houtens Entlassung wurde im Juli 2023 unter Auflagen genehmigt. Zuvor hatte Gouverneur Gavin Newsom erklärt, gegen ihre Entlassung keine Einwände mehr zu erheben.

## Bekannte Mitglieder
Etwa 100 Mitglieder der Gruppierung und ihres sozialen Umfelds sind der Polizei namentlich bekannt. Zu ihnen gehören die folgenden, in alphabetischer Reihenfolge aufgelisteten Personen:
- Charles Manson alias „Jesus Christ“, Anführer der Manson Family
- Maria Alonzo alias „Crystal“
- Susan Atkins alias „Sadie Mae Glutz“
- Edward Arthur Bailey
- Ella Jo Bailey alias „Yellerstone“
- Laurence Edward Bailey alias „Larry Jones“
- Madaline Joan Cottage alias „Linda Baldwin“, „Little Patty“
- Susan Phyllis Bartell alias „Country Sue“
- Bobby Beausoleil alias „Cupido“
- Mary Brunner alias „Mother Mary“, „Mary Manson“
- Priscilla Cooper
- Sherry Ann Cooper alias „Sherry“, „Simi Valley Sherri“
- James Craig
- Larry Cravens
- Bruce Davis alias „Bruce McMillan“
- Daniel Thomas de Carlo alias „Danny“, „Donkey Dan“
- John Leo Flynn alias „Juan Flynn“
- Lynette Fromme alias „Squeaky“
- Catherine Irene Gillies alias „Cappy“
- Sandra Collins Good alias „Sandy“
- William Goucher
- Steve Dennis Grogan alias „Clem“, „Tufts“
- John Philip Haught alias „Zero“
- Barbara Hoyt alias „Barbara Rosenburg“
- Linda Kasabian
- George Knoll alias „86 George“
- Patricia Krenwinkel alias „Katie“, „Big Patty“
- Dianne Lake alias „Snake“
- Robert Lane alias „Soupspoon“
- Charles Allen Lovett
- Kathryn Lutesinger alias „Kitty“
- Michael Monfort
- Dean Moorehouse
- Ruth Ann Moorehouse alias „Ouish“, „Rachel Susan Morse“
- Nancy Laura Pitman alias „Brenda McCann“, „Cydette Perell“
- Brooks Poston
- Joel Pugh
- Dennis Rice
- Mark Ross
- Stephanie Schram
- Suzanne Scott alias „Stephanie Rowe“
- Catherine Share alias „Gypsy“, „Manon Minette“
- Collie Sinclair alias „Beth Tracy“
- Claudia Leigh Smith alias „Sherry Andrews“
- Hugh Rocky Todd alias „Randy Morglea“
- Harold True
- Leslie Van Houten alias „LuLu“, „Leslie Marie Sankston“, „Leslie Owens“
- Thomas Walleman alias „T.J. the Terrible“
- Paul Alan Watkins[27]
- Charles Watson alias „Tex“, „Charles Montgomery“, „Texas Charlie“
- Joan Wildebush alias „Juanita“

## Rezeption
Die Taten der Gruppe wurden schon früh zu den aufsehenerregendsten Kriminalfällen der Gegenwart gezählt. Durch die öffentliche Aufmerksamkeit, die sie erregten, seien sie höchstens mit dem Mord an John F. Kennedy zu vergleichen. Innerhalb der Gegenkultur wurde Manson als Held und Märtyrer verehrt, Bernardine Dohrn aus dem Umfeld der Weathermen lobte die LaBianca-Morde, Untergrundpublikationen wie „Tuesday’s Child“ feierten Manson als „Mann des Jahres“. Der Anführer einer mormonischen Polygamistensekte, des LeBaron-Clans, dessen Mitglieder viele Konkurrenten und Abtrünnige töteten, wurde „Mormon Manson“ genannt.
Die Manson Family ist zu einem viel thematisierten Gegenstand der Populärkultur geworden und hat zahlreiche künstlerische Werke inspiriert. Die Ereignisse rund um die Manson Family verarbeiteten beispielsweise Louis Paul Boon (Die Jesses-Mädchen, 1977) und Emma Cline (The Girls, 2016) in Romanen.
Zu den musikalischen Stücken, die durch die Manson Family inspiriert wurden, gehören Neil Youngs Revolution Blues auf dem Album On the Beach (1974), Sonic Youths Death Valley ’69 aus dem Jahr 1985, Ozzy Osbournes Song Bloodbath in Paradise auf dem Album No Rest for the Wicked (1988) und Slipknots 742617000027 auf dem Album Slipknot von 1999.
Der 1973 erschienene Dokumentarfilm Manson gewährt Einblicke in das Leben der Manson Family. Die Verbrechen der Manson Family werden in dem Fernsehfilm Helter Skelter – Die Nacht der langen Messer aus dem Jahr 1976 verarbeitet. In einer Episode der Serie Family Guy werden Bezüge zur Manson Family hergestellt.
Quentin Tarantino thematisiert die Manson Family und ihre Morde 2019 in seinem Film Once Upon a Time in Hollywood.

## Filmmaterial

### Dokumentarfilme
- 1973: Manson
- 2007: Inside the Manson Gang
- 2007: Cease to Exist
- 2009: The Six Degrees of Helter Skelter
- 2012: Born to Kill – Als Mörder geboren? (Born to Kill?), Dokuserie, Staffel 2, Folge 1: The Manson Family
- 2014: Life After Manson

### Spielfilme/Fernsehserie
- 1976: Helter Skelter – Die Nacht der langen Messer (Helter Skelter, Fernsehfilm)
- 1997: The Manson Family
- 2004: Helter Skelter (Fernsehfilm)
- 2014: House of Manson
- 2015: Manson Family Vacation
- 2015: Aquarius (Fernsehserie)
- 2016: Wolves at the Door
- 2019: Charlie Says
- 2019: Once Upon a Time in Hollywood
- 2019: The Haunting of Sharon Tate
- 2019: Mindhunter (Serie)